# Oliver Strunk
William Oliver Strunk (Ithaca, 22 mars 1901 – Grottaferrata, 24 février 1980) est l'un des plus influents musicologues américains des années 1930 à 1960. Il est connu pour son livre d'anthologie, Source Readings in Music History [Lecture des sources en histoire de la musique] (1950) et son travail sur la musique byzantine. Il était le fils du professeur de littérature anglaise, coauteur de Elements of Style (1918), William Strunk, Jr (1869–1946)

## Carrière
Strunk étudie à l'université Cornell de 1917 à 1919 et de nouveau en 1927, étudiant avec le musicologue et bibliothécaire Otto Kinkeldey. Sans jamais obtenir un diplôme universitaire, il reçoit plus tard des diplômes honorifiques de l'université de Rochester en 1936 et de l'université de Chicago en 1970. Il étudie à l'université de Berlin à de 1927 à 1928 avec Johannes Wolf, Blume, Sachs et Schering, puis travaille à la Bibliothèque du Congrès (1928), en devenant chef de la division musique, en 1934. Il commence sa carrière dans l'enseignement en tant que chargé de cours à l'université catholique d'Amérique en 1934, et en 1937 rejoint le corps professoral de l'université de Princeton, avant de devenir professeur en 1950. Il prend sa retraite de l'enseignement en 1966, et s'installe à Grottaferrata, en Italie, poursuivant ses recherches sur la musique byzantine à l'abbaye de Sainte-Marie.
Strunk a été le président de la l'Association des bibliothèques de musique (1935-1937) et l'un des membres fondateurs de la société américaine de musicologique, ainsi que le premier éditeur du Journal of the American Musicological Society dès 1948 et en est le président en 1959-1960. Il dirige la Monumenta Musicae Byzantinae, 1961-1971. Son érudition est exceptionnellement large, couvrant la notation de la musique ancienne byzantine, l’ars nova, les motets renaissance, Haydn et Verdi. Il est l'une des figures de proue de la musicologie américaine de l'après–Seconde Guerre mondiale. Son recueil, Source Readings in Music History (1950 ; éd. révisée en 1998 par Leo Treitler) a été et est une norme des textes de sources primaires pour les historiens de la musique.
Parmi ses élèves on trouve Charles Hamm, Joseph Kerman (en), Lewis Lockwood, Harold S. Powers, Don Randel, Charles Rosen et Leo Treitler.

## Livres
- State and Resources of Musicology in the United States (Washington, 1932)
- Source Readings in Music History (New York, 1950, 2e éd. augmentée 1998, par Leo Treitler)
- (éd.) Specimina notationum antiquiorum (1966)
- Essays on music in the Western World (New York, 1974)
- (avec E. Follieri) Triodium Athoum (1975)
- Essays on music in the Byzantine World (New York, 1977)